# 陶尔 (蒂罗尔州)
陶尔（德語：Thaur）是奥地利蒂罗尔州因斯布鲁克兰县的一个市镇。总面积21.1平方公里，总人口3760人，人口密度178.2人/平方公里（2011年）。